# Liste der Nummer-eins-Alben in den deutschen Schlagercharts (Monatscharts)
In der Liste der Nummer-eins-Alben in den deutschen Schlagercharts werden alle Produkte aufgelistet, die im jeweiligen Monat die Chartspitze der offiziellen Deutschen Schlagercharts für Alben erreicht haben.

## Datenbasis und Hinweise zur Interpretation der aufgeführten Statistiken
Die Offiziellen Deutschen Schlagercharts werden im Auftrag des Bundesverband Musikindustrie (BVMI) vom deutschen Marktforschungsunternehmen GfK Entertainment ermittelt. Sie erfassen Verkäufe von Bild- beziehungsweise Tonträgern, Downloads und Musikstreamings mit Deutschem Schlager an Endverbraucher. Es handelt sich hierbei um „Repertoire-Charts“, die das Marktsegment „Deutscher Schlager“ abbilden. Dabei bilden sie einen Auszug aus den regulären deutschen Albumcharts ab, in denen Verkäufe unabhängig von jeglichen Repertoire-Segmenten erfasst werden. Bei den Offiziellen Deutschen Schlagercharts handelt sich nicht nur um Repertoire-Charts, sondern ebenso um „Artist-Charts“, das heißt, Sampler werden nicht berücksichtigt. Eine parallele Platzierung eines Produktes sowohl in den Top-100-Charts als auch in den Schlagercharts ist daher nicht nur grundsätzlich möglich, sondern ist bei stark verkaufenden Produkten die Regel.
Die Einführung der Deutschen Schlager-Albumcharts erfolgte ursprünglich im Januar 2001 als monatliche Top-20-Chartliste. Im Juli 2015 erfolgte eine Umstrukturierung als wöchentliche Top-20-Chartliste (Für alle Chartinfos hierzu siehe Liste der Nummer-eins-Alben in den deutschen Schlagercharts (Wochencharts)). Neben den wöchentlichen Chartlisten veröffentlichte die GfK Entertainment von April 2018 bis Dezember 2022 parallel wieder monatliche Hitlisten. Hierbei handelte es sich um eine Zusammenstellung der 50 erfolgreichsten Produkte eines Monats, ganz nach dem Vorbild, wie es vor der wöchentlichen Publizierung war, nur dass diese Hitparade parallel und mit 50 anstatt 20 Titeln geführt wurde. Diese wurden im Auftrag der MDR-Musikshow Die Schlager des Monats erstellt und monatlich in ebendieser komplett präsentiert.
Die hier dargestellten Auswertungen der Deutschen Schlagercharts beschreiben lediglich Interpreten, die sich an der Chartspitze der monatlichen Schlagercharts zwischen April 2018 und Dezember 2022 aufhielten. Daraus können jedoch keine Verkaufszahlen oder weitere kommerzielle Erfolge abgeleitet werden.

## Liste der Nummer-eins-Alben nach Jahr
| 2018 | 2019 |
| --- | --- |
| - Fantasy – Das Beste von Fantasy - 1 Monat (April) - Helene Fischer – Helene Fischer - 2 Monate (Mai – Juni) - Eloy de Jong – Kopf aus – Herz an - 1 Monat (Juli) - Vanessa Mai – Schlager - 1 Monat (August) - Kerstin Ott – Mut zur Katastrophe - 1 Monat (September, insgesamt 2 Monate) - Maite Kelly – Die Liebe siegt sowieso - 2 Monate (Oktober – November) - Wolfgang Petry – Genau jetzt! - 1 Monat (Dezember) | - DJ Ötzi – 20 Jahre DJ Ötzi – Party ohne Ende - 1 Monat (Januar) - Kerstin Ott – Mut zur Katastrophe - 1 Monat (Februar, insgesamt 2 Monate) - Roland Kaiser – Alles oder Dich - 1 Monat (März) - Andrea Berg – Mosaik - 2 Monate (April – Mai) - Ben Zucker – Wer sagt das?! - 1 Monat (Juni) - Semino Rossi – So ist das Leben - 1 Monat (Juli) - Helene Fischer – Helene Fischer Live – Die Stadion-Tour - 1 Monat (August) - Fantasy – Casanova - 1 Monat (September) - Matthias Reim – MR20 - 1 Monat (Oktober) - Kerstin Ott – Ich muss dir was sagen - 2 Monate (November – Dezember, insgesamt 3 Monate) |

| 2020 | 2021 |
| --- | --- |
| - Daniela Alfinito – Liebes-Tattoo - 1 Monat (Januar) - Giovanni Zarrella – La vita è bella - 1 Monat (Februar) - Marianne Rosenberg – Im Namen der Liebe - 1 Monat (März) - Ramon Roselly – Herzenssache - 2 Monate (April – Mai) - Thomas Anders & Florian Silbereisen – Das Album - 1 Monat (Juni, insgesamt 3 Monate) - Fantasy – 10.000 bunte Luftballons - 1 Monat (Juli) - Olaf der Flipper – Fiesta - 1 Monat (August) - Kerstin Ott – Ich muss dir was sagen - 1 Monat (September, insgesamt 3 Monate) - Thomas Anders & Florian Silbereisen – Das Album - 2 Monate (Oktober – November, insgesamt 3 Monate) - Helene Fischer – Die Helene Fischer Show – Meine schönsten Momente (Vol. 1) - 1 Monat (Dezember) | - Daniela Alfinito – Splitter aus Glück - 1 Monat (Januar) - Andrea Berg – In Liebe - 1 Monat (Februar) - Maite Kelly – Hello! - 1 Monat (März) - Giovanni Zarrella – Ciao! - 2 Monate (April – Mai) - Calimeros – Bahama Sunshine - 1 Monat (Juni) - Ramon Roselly – Lieblingsmomente - 1 Monat (Juli) - Die Schlagerpiloten – Blue Hawaii - 1 Monat (August) - Beatrice Egli – Alles was du brauchst - 1 Monat (September) - Helene Fischer – Rausch - 3 Monate (Oktober – Dezember, insgesamt 5 Monate) |
| 2022 | |
| - Daniela Alfinito – Löwenmut - 1 Monat (Januar) - Fantasy – Lieder unseres Lebens - 1 Monat (Februar) - Semino Rossi – Heute hab ich Zeit für dich - 1 Monat (März) - Bianca – Wege des Glaubens - 1 Monat (April) - Calimeros – Sommersterne - 1 Monat (Mai) - Bianca – Die Rosen der Madonna - 1 Monat (Juni) - Andrea Berg – Ich würd’s wieder tun - 2 Monate (Juli – August) - Roland Kaiser – Perspektiven - 1 Monat (September) - Helene Fischer – Rausch - 2 Monate (Oktober – November, insgesamt 5 Monate) - Udo Jürgens – Da capo, Udo Jürgens – Stationen einer Weltkarriere - 1 Monat (Dezember) | |

## Künstler mit den meisten Nummer-eins-Alben
Diese Liste beinhaltet alle Künstler nach Anzahl ihrer Nummer-eins-Alben absteigend, welche sich mit mindestens zwei Alben an der Spitze der monatlichen Schlagercharts platzieren konnten.
- 4:  Fantasy und  Helene Fischer
- 3:  Daniela Alfinito und  Andrea Berg
- 2:  Bianca,  Calimeros,  Roland Kaiser,  Maite Kelly,  Kerstin Ott,  Ramon Roselly,   Semino Rossi und  Giovanni Zarrella

## „Dauerbrenner“ nach Alben
Diese Liste beinhaltet alle Alben – in chronologischer Reihenfolge nach ihrer Verweildauer absteigend – die mindestens drei Monate an der Chartspitze der monatlichen Schlagercharts standen:
| Jahr | Titel                  | Interpret                           | Verweildauer | Zeitraum                                                          |
| ---- | ---------------------- | ----------------------------------- | ------------ | ----------------------------------------------------------------- |
| 2021 | Rausch                 | Helene Fischer                      | 5,00 Monate  | 1. Oktober – 31. Dezember 1. Oktober 2022 – 30. November 2022     |
| 2019 | Ich muss dir was sagen | Kerstin Ott                         | 3,00 Monate  | 1. November – 31. Dezember 1. September 2020 – 30. September 2020 |
| 2020 | Das Album              | Thomas Anders & Florian Silbereisen | 3,00 Monate  | 1. Juni – 30. Juni 1. Oktober – 30. November                      |

## „Dauerbrenner“ nach Künstler
Diese Liste beinhaltet alle Künstler – in chronologischer Reihenfolge nach Monaten absteigend – welche sich mindestens zwei Monate an der Chartspitze der monatlichen Schlagercharts halten konnten.
- 9:  Helene Fischer
- 5:  Andrea Berg und  Kerstin Ott
- 4:  Fantasy
- 3:  Daniela Alfinito,  Thomas Anders,  Maite Kelly,  Ramon Roselly,  Florian Silbereisen und  Giovanni Zarrella
- 2:  Bianca,  Calimeros,  Roland Kaiser und   Semino Rossi